# Retificação síncrona

Queda de tensão através de um diodo e um MOSFET. A propriedade de baixa on-resistence de um MOSFET reduz perdas ôhmicas comparado com o diodo retificador (abaixo de 32 A neste caso), que apresenta uma significativa queda de tensão mesmo em baixos níveis de corrente. Paralelizando dois MOSFETs (curva rosa) reduz ainda mais as perdas, enquanto que paralelizando vários diodos não reduzirá significativamente a forward-voltage drop

Retificação síncrona, ou retificação ativa, é uma técnica para melhorar a eficiência de retificação através da substituição de diodos com chaves ativamente controladas, tais como transistores, geralmente power MOSFETs, ou power BJTs. Historicamente, interruptores acionados por vibradores ou comutadores acionados por motor também foram usados para retificadores mecânicos e retificação síncrona.